# Phreatia listrophora
Phreatia listrophora är en orkidéart som beskrevs av Henry Nicholas Ridley. Phreatia listrophora ingår i släktet Phreatia och familjen orkidéer. Inga underarter finns listade i Catalogue of Life.